# Dynamic Slash
 (novembre 2023).
Si vous disposez d'ouvrages ou d'articles de référence ou si vous connaissez des sites web de qualité traitant du thème abordé ici, merci de compléter l'article en donnant les références utiles à sa vérifiabilité et en les liant à la section « Notes et références ».
Pour les articles homonymes, voir Dynamic.
Dynamic Slash (de son nom d'origine Dynamic Zan) est un jeu vidéo de rôle édité par Nintendo et développé par Sandlot. Il est sorti le 11 février 2010 au Japon sur Wii.

## Présentation
Dynamic Slash est un jeu se déroulant dans un univers d'heroic fantasy inspiré de la mythologie nordique.
Le joueur contrôle une Valkyrie qui, armée d'une épée, doit affronter des hordes de monstres parfois gigantesques avec des épées à une ou deux mains.

## Caractéristiques
- Le jeu se déroule avec une vue à la troisième personne fixée à l'épaule.